# 빌라리카
빌라리카(이탈리아어: Villaricca)는 이탈리아 캄파니아주 나폴리현의 코무네다. 나폴리로부터 북서쪽 10km 거리에 있다.